# 1884 في الأرجنتين
فيما يلي قوائم الأحداث التي وقعت خلال عام 1884 في الأرجنتين.

## سياسة

### تعيين في المنصب
- 1 يناير – لويس خورخي فونتانا Governor of Chubut Province [الإنجليزية]‏.
- 5 مايو – مانويل د. بيزارو عضو مجلس الشيوخ الأرجنتيني ‏.

## مواليد

### يناير
- 30 يناير – بيدرو بابلو راميريز

### مايو
- 2 مايو – فيليكس أغيلار عالم فلك أرجنتيني.
- 25 مايو – نورمان داون مخرج أفلام أمريكي.

### سبتمبر
- 4 سبتمبر – غويلرمو نايلور لاعب بولو أرجنتيني.

## وفيات

### يوليو
- 17 يوليو – جوان بوتيستا البيردي (مواليد 1810)